# تشارلز هنري تيني
تشارلز هنري تيني (بالإنجليزية: Charles Henry Tenney)‏ (و. 1911 – 1994 م) هو ضابط، ومحام، وقاض من الولايات المتحدة الأمريكية .

## التعليم
تعلم في كلية ييل للحقوق.